# Lancia Stratos HF
Lancia Stratos HF (Tipo 829) — автомобіль, що випускався італійським виробником автомобілів Lancia. HF в назві означає High Fidelity. Автомобіль більш відомий під назвою Lancia Stratos.

## Історія створення

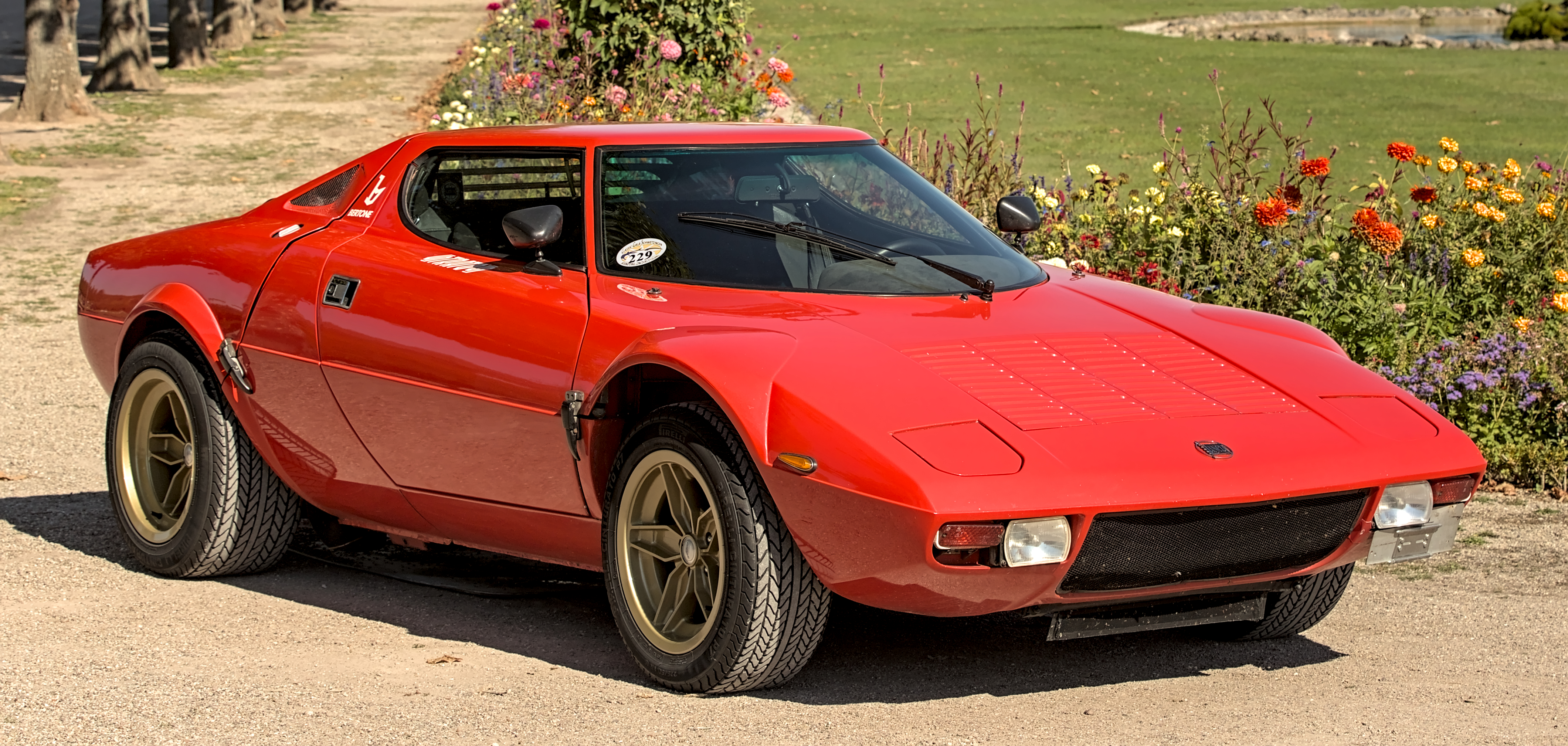

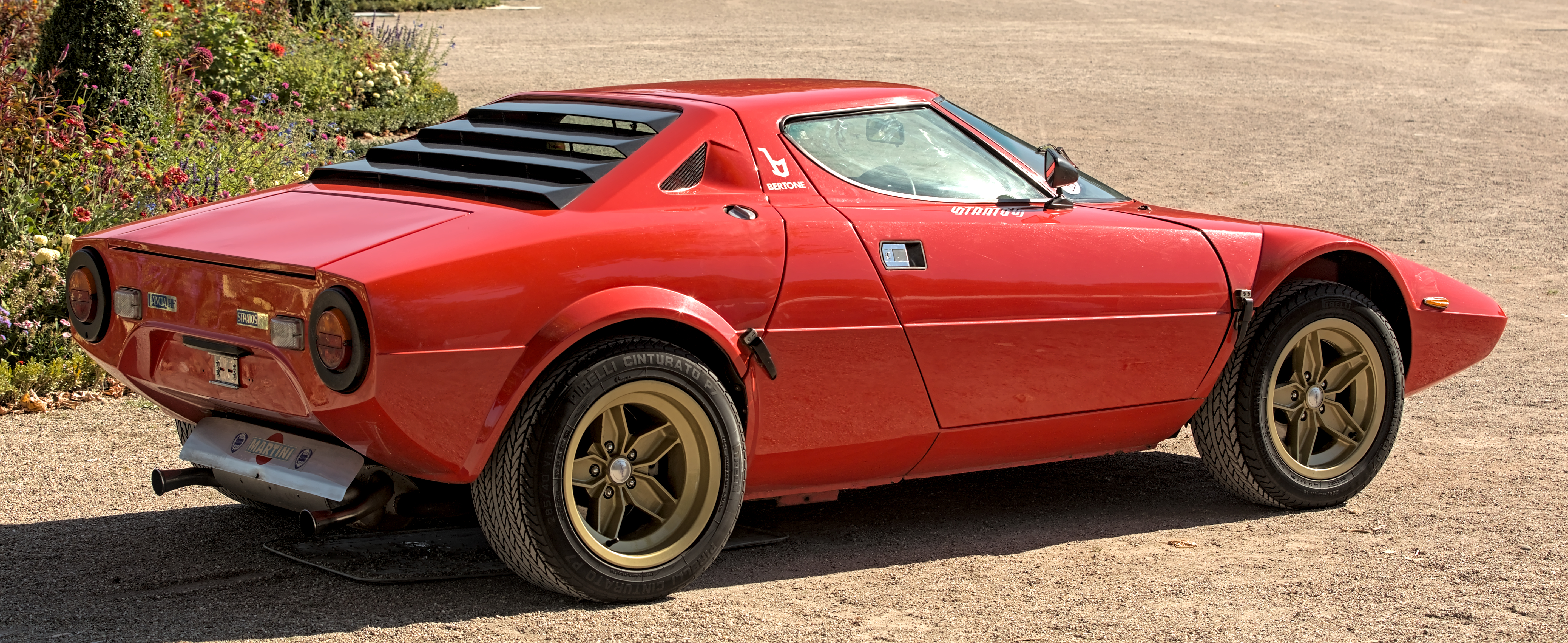

Lancia Stratos HF вважається першим у світі автомобілем, спочатку створеним для участі в ралі. Проєктом займались менеджер ралійної команди Lancia Чезаре Фьорі, британський гонщик та інженер Майк Паркс і гонщик заводської команди Сандро Мунарі.
Кузов був розроблений головним дизайнером кузовного ательє «Бертоне» Марчелло Гандіні. Концепт-кар на агрегатах Lancia Fulvia під назвою Stratos Zero вперше був показаний на автосалоні в Турині в 1970 році.
У листопаді 1971 року Lancia представила прототип Stratos HF (Chassis 1240) флуоресцентного червоного кольору, унікальною рисою якого було вітрове скло у формі півмісяця (для забезпечення максимальної видимості попереду). У розробці, крім Марчелло Гандіні, також брав участь Джанпаоло Даллара, який, працюючи в Lamborghini, створив такі моделі, як Miura і Espada.
Після випробування декількох варіантів силових агрегатів, було вирішено використати двигун V6 від Ferrari Dino 246 GT робочим об'ємом 2418 см³, встановлений поперечно. Цей силовий агрегат був перевірений часом, оскільки вів свій родовід ще з 1957 року. На двигун встановили вертикальні карбюратори Weber. Основою кузова була центральна жорстка секція-монокок, до якої ззаду кріпився просторовий підрамник для установки двигуна і підвіски. Передня підвіска і рейковий кермовий механізм кріпилися безпосередньо на монокок. У передній підвісці використовувалися поперечні важелі різної довжини, телескопічні амортизатори, співвісні з пружиною, і регульований стабілізатор поперечної стійкості. Спочатку ззаду планувалося встановити аналогічну конструкцію, але тіснота в підкапотному просторі змусила застосувати підвіску типу MacPherson. Кузовні деталі виготовлялися зі склопластику, спереду і ззаду було так зване інтегральне оперення: швидкознімні передня та задня панелі могли цілком відкидатися для полегшення доступу до вузлів і агрегатів. Радіатор розташовувався спереду, там же було запасне колесо, а ззаду знайшлося місце для невеликого багажника об'ємом 148 літрів, наявність якого обумовлювалося вимогами FISA до автомобілів групи 4.
Остаточний варіант Stratos був представлений на автосалоні в Турині 1972 року.
Lancia провела тестування моделі Stratos під час декількох спортивних заходів, де була дозволена участь прототипів (Група 5 протягом 1972 і 1973 сезонів). Виробництво 400 автомобілів, необхідних для гомологації у групі 4 було розпочато в 1973 році, і вже у 1974 році Stratos став гомологованим для участі в Чемпіонаті світу з ралі (протоколом № 640 від 01.10.1974).
У квітні 1974 року ціна моделі Startos складала 8469000 лір. Випущені екземпляри залишалися не розпроданими до 1978 року.
Двигуни Ferrari Dino V6, що встановлюються на Stratos, перестали випускати у 1974 році, але 500 двигунів серед останніх були доставлені в Lancia.

## Виробництво
Всього було виготовлено 492 авто, що зробило Lancia Stratos HF дуже рідкісною машиною. На сьогодні Stratos HF Stradale (дорожня версія) в хорошому стані коштує близько 83 000 євро, а гоночні версії оцінюються в кілька разів дорожче.

## Двигун
- 2,418 см3 Dino 65° V6 195 к.с. (спортивні моделі 280-420 к.с.)